# Gårdakvarnen

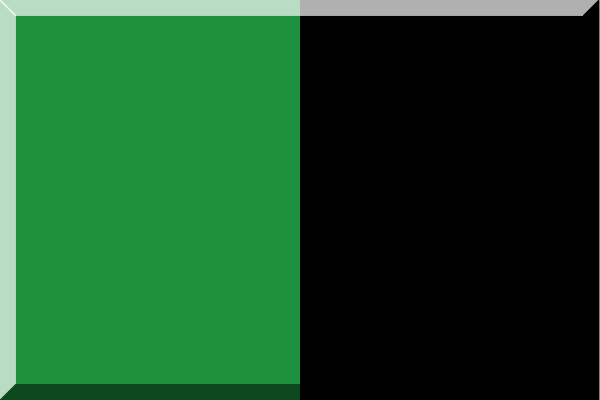
färgerna

Gårdakvarnen är en supporterförening till Göteborgs Atlet- & Idrottssällskap (Gais), den näst äldsta efter Makrillarna. På 1930-talet kallades GAIS Gårdakvarnen på grund av sin spelstil där de "malde ner motståndet" och att laget härstammade från Gårda. Ett passande namn för en supporterförening ansåg grundarna – dess förste President Peo Ek och Robban Lindberg – när de bildade föreningen 1996.
Syftet med föreningen var att alltid anordna bortaresor och att sälja souvenirer med Gaistema.
Idag är Gårdakvarnen en oberoende klackförening och dess medlemmar är enligt egen utsago de Gaisare som står för ett tungt läktarstöd på hemma, respektive bortaplan.
Gårdakvarnen anordnar resor till samtliga bortamatcher i serien, där filosofin är att själva resan skall vara en upplevelse. 

## Herbert Lundgren-trofén
Sedan 1999 delar föreningen ut Herbert Lundgren-trofén "till den spelare som under innevarande säsong visat störst Gaishjärta". Priset är uppkallat efter den hårt kämpande 1930-talsbacken Herbert Lundgren.
- 1999 – Tomislav Mikulic
- 2000 – Pelle Blohm
- 2001 – Ivan Ottordahl
- 2002 – Lukasz Chmaj
- 2003 – Ivan Ottordahl
- 2004 – Prince Efe Ehiorobo
- 2005 – Fredrik Lundgren
- 2006 – Dime Jankulovski
- 2007 – Prince Ikpe Ekong
- 2008 – Bobbie Friberg da Cruz
- 2009 – Wanderson do Carmo
- 2010 – Dime Jankulovski
- 2011 – Wanderson do Carmo
- 2012 – Kenneth Gustafsson
- 2013 – Tommi Vaiho
- 2014 – Kenneth Gustafsson
- 2015 – Reuben Ayarna
- 2016 – Malkolm Moënza
- 2017 – Carl Nyström
- 2018 – Marcus Bergholtz
- 2019 – August Wängberg
- 2020 – Carl Nyström
- 2021 – Niklas Andersen
- 2022 – Axel Henriksson[3]
- 2023 – Axel Henriksson[4]
- 2024 – August Wängberg[5]

## Andra supporterföreningar till GAIS
- Makrillarna
- Grönsvart Göteborg
- Spirrklubben
- Gaisare Stockholm